# Одум, Джейкоб
Джейкоб Эндрю Одум (англ. Jacob Andrew Odum; род. 11 февраля 1991, Терре-Хот, штат Индиана США) — американский профессиональный баскетболист и тренер, игравший на позиции разыгрывающего защитника.

## Карьера
Джейкоб Одум родился в штате Индиана. Обучение проходил в местном университете, где с 2010 по 2014 годы выступал за команду «Индиана Сайкоморс» в NCAA. За 4 сезона он получил множество студенческих наград, в том числе попадал в пятёрку лучших игроков конференции. По сегодняшний день Одум занимает 5 место среди самых результативных игроков университета с суммарным показателем в 1568 очков. В заключительный год обучения его статистика насчитывала 13,1 очка, 4,2 подбора и 4,6 передачи.
В 2014 не был выбран на драфте ни одной командой НБА, но принял участие в летней лиге, где играл за «Индиана Пэйсерс» и «Сакраменто Кингз». Несмотря на приглашения из тренировочных лагерей, где потенциально могли появиться предложения в США, он предпочел начать свою профессиональную карьеру в Европе и подписал контракт с ПАОК. В сезоне 2014/2015 Одум помог греческой команде занять 3 место в национальном чемпионате.
В 2015 году он переехал в Германию и подписал контракт с клубом «Меди Байройт». Сезон 2016/2017 Джейкоб провёл в другом немецком клубе «С.Оливер», где продемонстрировал статистику в 15,3 очка, 3,5 подбора и 5,7 передачи.
Перед началом сезона 2017/2018 Одум обсуждал подписание контракта с «Нижним Новгородом», но стал игроком «Банвита». В его составе принял участие в 3 играх турецкого чемпионата, набирая в среднем 16,7 очка, 5 подбора и 2 передачи, а также в 3 играх Лиги чемпионов ФИБА, где его показатели равнялись 9,3 очка, 1 подбору, 0,7 передачи. Несмотря на убедительные показатели, Одум не смог закрепиться в команде и покинул её в начале ноября.
Свою карьеру Одум продолжил в «Нижнем Новгороде». В 24 матчах Единой лиги ВТБ его средняя статистика составила 12,5 очков, 3,2 подбора и 4,5 передачи.
В ноябре 2018 года стал игроком «Промитеаса», за которой сыграл в 3 матчах. В марте 2019 года Одум покинул греческий клуб и заканчивал сезон 2018/2019 в «Пистое Баскет 2000».